# ロストボーイ事件
ロストボーイ事件（ロストボーイじけん、英語：Lost Boy Larry）とは、1973年8月7日にアメリカ合衆国（ニューメキシコ州）で無線電信技士の男性がラリーと名乗る身元不明の少年から電波を受信した事件である。

## 概要
当時ニューメキシコ州に在住していた無線電信技士の男性は、突然ラリーと名乗る少年から電波経由で「こちらラリー。父親が運転する車で狩猟に出かけた所、小峡谷に挟まってしまいドアも開けられず外に出られない状況で車内には食べ物もなく事故からどのくらい経ったかは不明である。どうやら父親は心臓発作を起こしてしまい死んでしまったようだ」という報告を受け取った。男性は電波を解析したが場所の特定には至らず、少年はパニックで緊迫している状態だった。この少年は7歳との事であったが年齢の割に大人びた口調であった。
少年の声はカリフォルニア州やワイオミング州でも受信され、それを聞きつけた人たちはニューメキシコの山間部を中心に捜索。ボランティア団体も協力に応じ、この事件は当時の新聞やTVなどのメディアでも取り上げられた。

## 事件後
シグナルは日に日に弱まり、事件から5日経過した1973年8月12日に途絶えた。少年の安否は最後まで不明のまま捜査は打ち切られた。現在まで少年の行方や身元、家族構成、少年の目の前で死亡したとされる父親が誰だったのかについては判明していない。「イタズラ」「異次元に行った」「飢死にした」などの説があるが、いずれも憶測に過ぎない。この事件は「ロストボーイ事件」として当事者の記憶に残り続けている。